# Newsteadia gergoei
Newsteadia gergoei är en insektsart som beskrevs av Konczne Benedicty och Kozár in Kozár et al. 2002. Newsteadia gergoei ingår i släktet Newsteadia och familjen vaxsköldlöss.
Artens utbredningsområde är Peru. Inga underarter finns listade i Catalogue of Life.